# Bierwieńce
Bierwieńce (biał. Бярвенцы; ros. Бервенцы) − wieś na Białorusi, w obwodzie grodzieńskim, w rejonie oszmiańskim, w sielsowiecie Żuprany.

## Historia
W czasach zaborów wieś i folwark w gminie Polany, w powiecie oszmiańskim, w guberni wileńskiej Imperium Rosyjskiego. W 1905 roku wieś liczyła 97 mieszkańców, 74 dziesięcin.
W latach 1921–1945 wieś i folwark leżały w Polsce, w województwie wileńskim, w powiecie oszmiańskim, w gminie Polany.
W 1931:
- wieś w 16 domach zamieszkiwały 84 osoby[2].
- folwark w 2 domach zamieszkiwało 18 osób[2].

Wierni należeli do parafii rzymskokatolickiej w Oszmianie. Miejscowość podlegała pod Sąd Grodzki w Oszmianie i Okręgowy w Wilnie; właściwy urząd pocztowy mieścił się w Oszmianie.
Po II wojnie światowej w granicach Związku Sowieckiego. Od 1991 w niepodległej Białorusi.